# マヌス島
マヌス島（英語、Manus Island）は、パプアニューギニア、マヌス州の島で、アドミラルティ諸島最大の島である。

## 地理

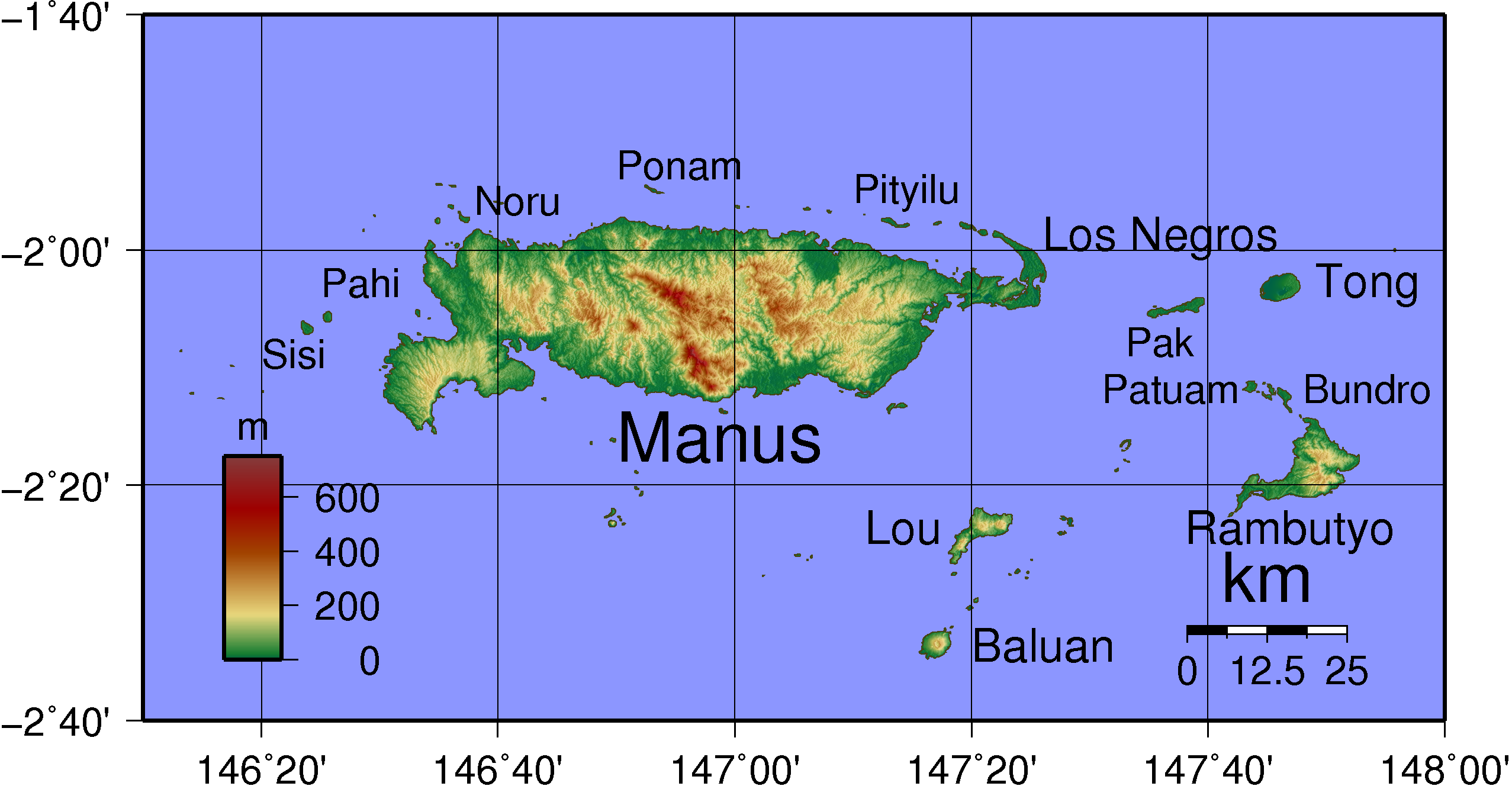
マヌス島

マヌス島はパプアニューギニア全体では5番目の大きさで、100kms x 30kms の大きさを持つ。島のほとんどがジャングルに覆われ、低地熱帯雨林気候に属する。
マヌス島には標高700mの山岳地帯があり、その起源は火山活動によるものである。800万年から1,000万年前に海底が隆起し、島の地層は火山性地層及びサンゴ礁からなる石灰岩から構成される。
マヌス島の人口は約33,000名で、マヌス州の州都ロレンガウが所在する。
マヌス州のターミナル空港であるモモテ空港はマヌス島に近接するロスネグロス島に所在する。ロスネグロス島とマヌス島はロニューブリッジと呼ばれる橋で繋がれている。またモモティ空港はかつて日本軍が整地したものであり、その跡地を今も空港として使っている。空港の近くには日本軍とアメリカ軍の記念碑がある。空港からタウンまでは車で1時間ほどである。
島の幹線道路は少なく、モモティ空港からロレンガウタウンまでをつなぐ道と、住民たちがハイウェイと呼ぶマヌス島の中央部までの村をつなぐ道のみである。しかし、後者は道が舗装されているところも少ない。西側半分には実質車の通ることのできる道は存在しない。西側の村に住む住民たちの交通手段は10人程が乗れる小さなエンジン付きのボートであり、タウンから西の端に位置するビピ島までは8時間程度かかる。

## 教育
島には2つのハイスクール（中学3年、高校1年）と2つのセカンダリースクール（中学3年から高校3年まで）が存在する。
タウンにはECOM HIGH SCHOOL, MANUS SECONDARY SCHOOLがあり、モモティ空港の近くにPAPITALAI SECONDARY SCHOOL、少し離れた島の西側にもう一つのハイスクールがある。

## 歴史
1942年に日本軍がマヌス島に基地を建設する。1944年2月から3月にかけてのアメリカ軍によるアドミラルティ諸島攻略戦でマヌス島は攻撃を受け、日本軍は全滅した。その後、連合国軍が支援艦艇を常駐させ、補給拠点の一つとなった。
第二次世界大戦後には、BC級戦犯裁判の舞台となった。シンガポールで行われたイギリス軍による軍事裁判で、西村琢磨中将はシンガポール華僑虐殺事件への関与により終身刑が宣告された。西村中将はオーストラリア軍憲兵によって香港からマヌス島に移送され、マヌス島でオーストラリア軍の軍事法廷で再び裁かれた。検察側はパリ・スロンで西村がオーストラリア軍、インド軍の負傷兵に対して銃撃を命じたと主張した。西村中将は有罪判決が下され、1951年6月11日に絞首刑とされた。
1950年9月5日、マヌス島に収容されていた戦犯ら16人が横浜港に帰国した。
マヌス島に第二次世界大戦前及び戦後に暮らしたアメリカの文化人類学者マーガレット・ミードはその著書『Growing up in New Guinea』で島の様子を詳述している。
オーストラリアは、パシフィック・ソリューションの一環として2001年、マヌス島に拘留センターを建設した。これは難民申請者のオーストラリア国内滞在を許さず、国外で難民審査を行うための施設である。センター最後の収容者はアラジン・シサーレムで、彼は2003年7月から独房に収容され、2004年6月に亡命者保護が許可された。
その後、オーストラリアによる難民施設は再開され、2016年現在もスーダン人をはじめとした多数の難民の収容が続けられている。